# Рид (Канберра)
Рид (англ. Reid) — район в округе Северная Канберра города Канберра, столицы Австралии. Основан в 1928 году. Почтовый индекс 2612. Население Рида по данным переписи 2006 года составляет 1 602 человека. В районе насчитывается 974 частных домовладений.

## Этимология названия
Район назван в честь четвёртого премьер-министра Австралии сэра Джорджа Хьюстона Рида. В названиях улиц Рида использованы слова из языка аборигенов.

## География
Районы Рид и Кэмпбелл разделяет бульвар АНЗАК, церемониальный бульвар, проложенный вдоль основной планировочной оси Канберры (церемониальной оси) от озера Берли-Гриффин до Австралийского военного мемориала.

## Достопримечательности
В Риде расположены Канберрский технологический институт и Баптистская церковь Святого Иоанна, старейшая церковь в Канберре. Большая часть Рида является охраняемой исторической территорией.